# Hotel Excelsior (Berlino)
L'Hotel Excelsior era un albergo di Berlino, in Germania. Occupava i numeri civici 112/113 di Königgrätzer Straße (oggi Stresemannstrasse) in Askanischer Platz, nel quartiere berlinese di Kreuzberg. Era uno degli alberghi più grandi e lussuosi d'Europa, fino alla sua distruzione durante la seconda guerra mondiale.

## Storia
Otto Rehnig, l'architetto responsabile dell'Hotel Esplanade, che subì un destino simile, fu incaricato di progettare un hotel per accogliere i numerosi passeggeri in arrivo alla stazione Anhalter Bahnhof, situata di fronte ad esso. Quando l'Excelsior aprì per la prima volta il 2 aprile 1908, dopo oltre due anni di lavori, ospitava solo 200 camere, ma con la costruzione di un'ala aggiuntiva in Anhalter Strasse 6 nel 1912/13, le dimensioni dell'hotel quasi raddoppiarono.
La prematura riapertura dell'hotel alla vigilia della Prima Guerra Mondiale fece sì che l'edificio trascorresse i suoi primi anni di vita relativamente vuoto. Con il progredire della guerra, le fortune dell'hotel diminuirono. Nel 1903, Curt Elschner affittò l'Hotel Metropol di Erfurt, prima di rilevare l'Hotel Esplanade di Amburgo e in seguito numerosi altri hotel e ristoranti in tutta la Germania. Dopo il servizio militare, Elschner trascorse un breve periodo nel 1919 lavorando come consulente e uomo di facciata per il politico e industriale Hugo Stinnes, quando quest'ultimo fu eletto al parlamento di Berlino, prima che Elschner prendesse finalmente le redini dell'Excelsior.

## L'espansione dell'Excelsior negli anni venti

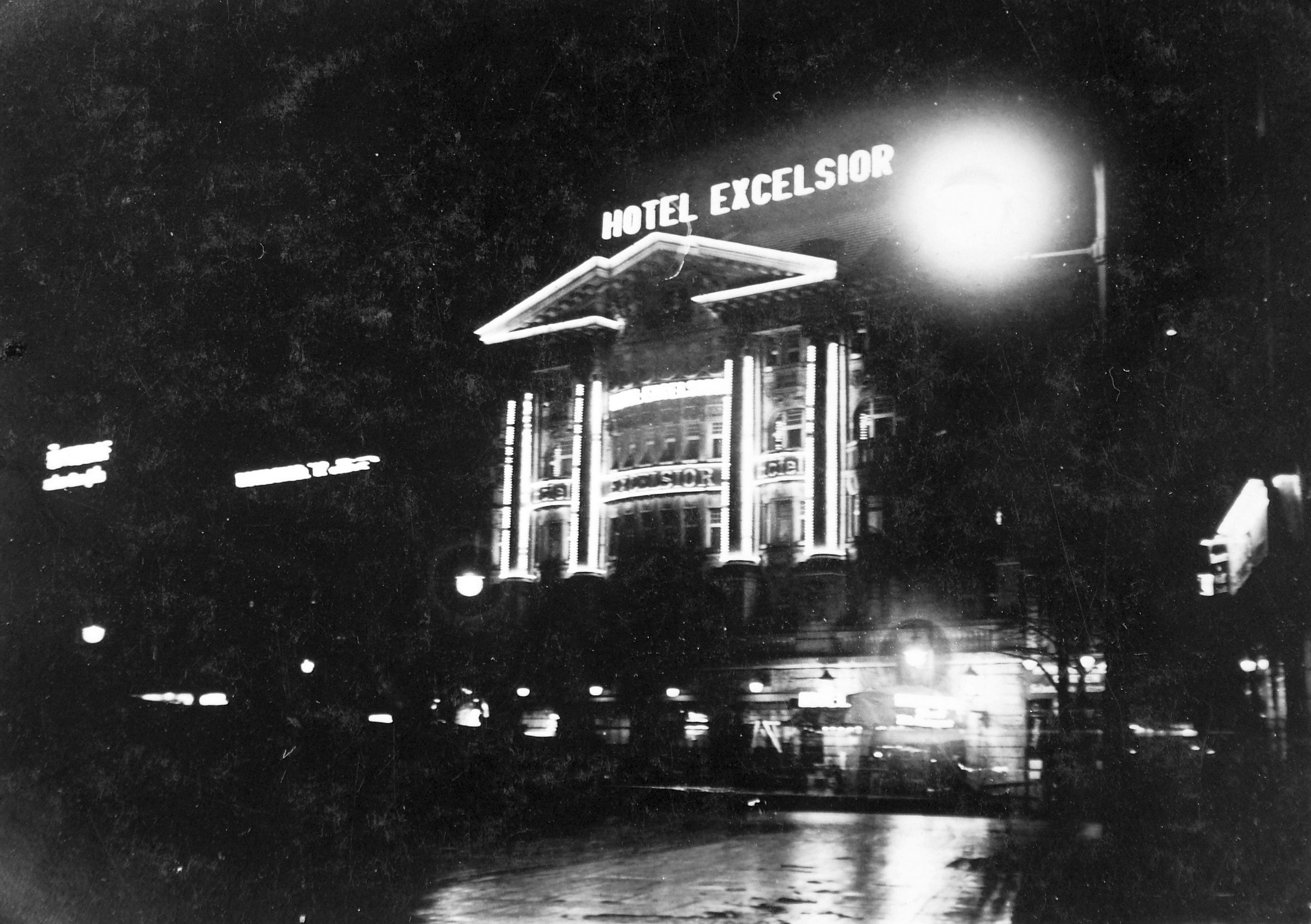
L'Excelsior di notte, 1929.

Sotto la direzione di Elschner, negli anni '20 l'Excelsior venne trasformato in un complesso alberghiero di 7.500 metri quadrati (81.000 piedi quadrati) e pubblicizzato come una "casa per tutti", i cui ristoranti "servono tra le 10.000 e le 15.000 persone al giorno".
Ispirandosi ai lussuosi hotel americani contemporanei, Elschner installò nuovi impianti elettrici e idrici e un sistema di riscaldamento a gas, mentre il panificio e le cucine, alimentati a carbone, vennero dotati di elettricità. Tra il 1925 e il 1926, la capacità ricettiva dell'hotel fu ampliata sotto la guida degli architetti Heidenreich e Michel. Nel 1927-28, sotto la direzione dell'architetto Johann Emil Schaudt (1871–1957), un'area di 1800 m² delle cantine dell'hotel fu trasformata in una spa. L'hotel arrivò a impiegare oltre 700 persone, tra cui "cuochi e camerieri nei dieci ristoranti, fornai, macellai, stenografi, interpreti, musicisti, venditori di fiori e giornali e bibliotecari per i 7.000 volumi della biblioteca dell'hotel".
Nel 1929 fu costruito un sottopassaggio che collegava l'hotel con la stazione ferroviaria Anhalter Bahnhof, situata di fronte. La costruzione, lunga 80 metri, larga 3 metri e alta 3 metri, del valore di 1,2 milioni di Reichsmark, era considerata la più grande del suo genere al mondo. Il tunnel permetteva agli ospiti dell'hotel di spostarsi dal loro scompartimento ferroviario alla loro camera d'albergo e ritorno senza dover mai uscire ad Askanischen Platz e senza dover affrontare le intemperie. All'interno dell'hotel era presente anche una biglietteria ferroviaria ufficiale.
Al termine dei lavori di ristrutturazione, l'Hotel Excelsior ospitava ben 600 camere, 750 posti letto, 250 bagni, 9 ristoranti e una biblioteca. Offriva inoltre agli ospiti 200 quotidiani da tutto il mondo. L'arredamento interno includeva pareti rivestite in marmo e decorazioni dell'artista berlinese Carl Langhammer (1868-1956).

## L'Excelsior negli anni '30 sotto Hitler
All'inizio degli anni '30, i vertici del NSDAP a Monaco scelsero l'Excelsior come base per Hitler a Berlino fino a quando non avesse ottenuto la leadership. La proposta fu tuttavia respinta da Elschner e il Führer fu costretto a optare per l'Hotel Kaiserhof in Wilhelmplatz. L'NSDAP impose quindi il divieto di affiliazione all'hotel. Tuttavia, ciò non impedì loro di suscitare ulteriori polemiche al suo interno. La sua grande sala, nota come "Saal des freien Denkens" (La Sala del Libero Pensiero), presentava numerose vetrate raffiguranti papi, fondatori di religioni e vari filosofi greci ed ebrei. Il NSDAP si oppose alle immagini di ebrei e, dopo un acceso dibattito, queste furono imballate in casse e sostituite con ritratti della nuova leadership. Si opposero anche a molti dei titoli presenti nella biblioteca dell'hotel, che furono quindi rimossi e bruciati.

## La seconda guerra mondiale e la fine dell'Excelsior
Allo scoppio della seconda guerra mondiale Elschner fuggì dalla Germania e, nel 1942, l'NSV (Nationalsozialistische Volkswohlfahrt), un'organizzazione assistenziale sussidiaria del NSDAP, assunse la proprietà dell'Excelsior. Durante il periodo bellico, l'hotel divenne noto come "Fehling-Bunker". Il titolo era in onore di Jürgen Fehling, l'allora direttore del teatro in Königgrätzer Straße (oggi Hebbel Theater). Un cartello appeso sopra l'ingresso principale recitava "Wehrmacht-Betreuungsstelle (Punto di Assistenza delle Forze Armate) Gepäckaufbewahrung (Deposito Bagagli)".
Alla fine di aprile del 1945, mentre la guerra volgeva al termine, i bombardieri alleati ridussero l'Excelsior a un rudere in fiamme. L'attacco causò numerose vittime e l'hotel fu in gran parte distrutto. Nel 1954 fu completamente demolito, sei anni prima che pure i resti dell'Anhalter Bahnhof venissero abbattuti. Ciò che rimase del tunnel venne demolito nel 1985 nell'ambito di lavori stradali.

## Conseguenze

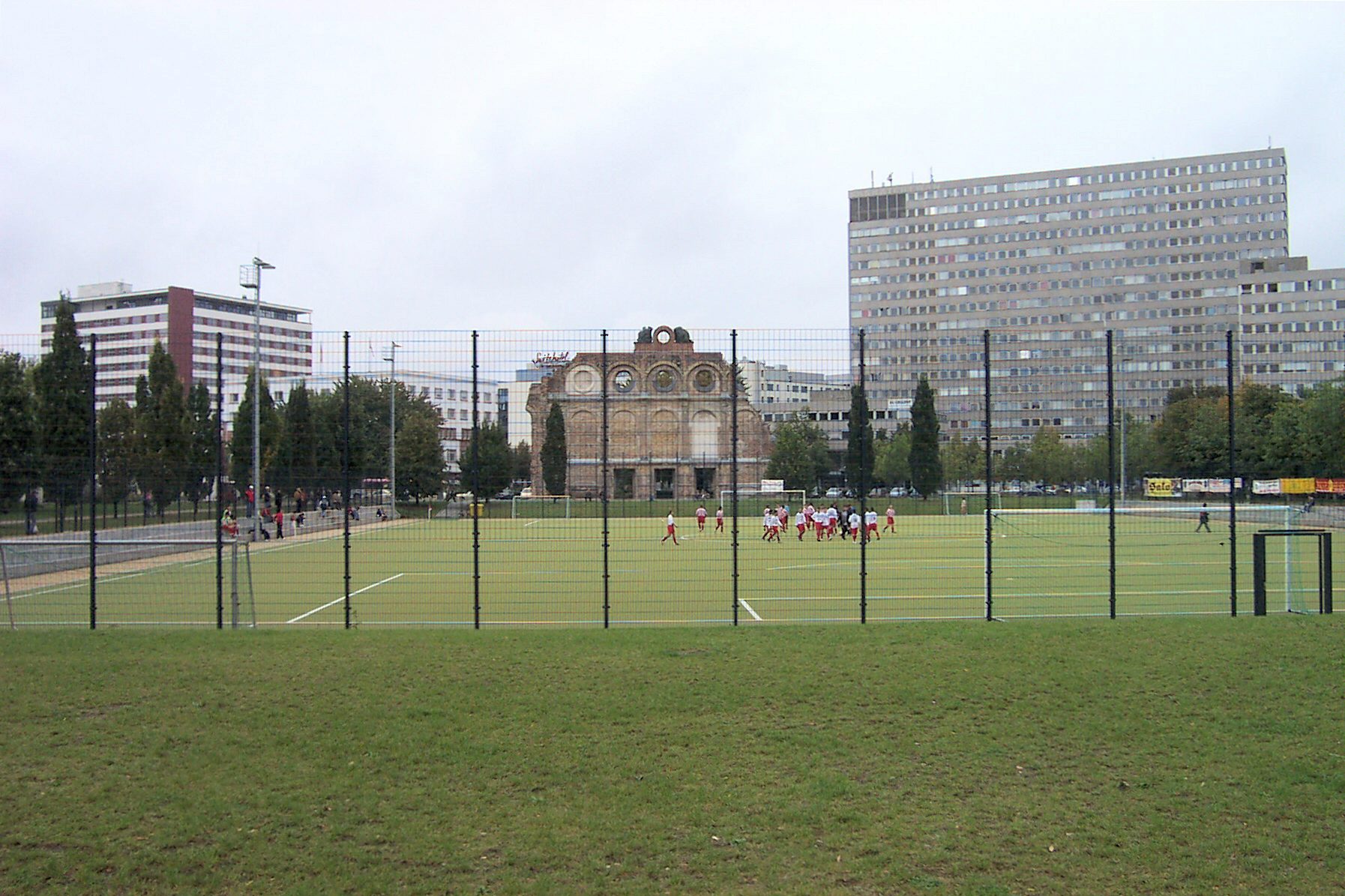
Veduta attuale con l'Excelsiorhaus degli anni Sessanta sullo sfondo e i resti dell'ex stazione ferroviaria di Anhalter in primo piano.

Tra il 1967 e il 1972, il gruppo di architetti G. Krebs e Sobotka & Müller costruì sul sito dell'hotel un edificio con 500 appartamenti, negozi e uffici per la "Excelsior-Petrol Station GmbH & Co KG".
Un albergo con il nome tradizionale "Hotel Excelsior" si trova oggi sulla Hardenbergstraße nel quartiere berlinese di Charlottenburg-Wilmersdorf ed è gestito dalla società di gestione alberghiera "Grand City Hotels & Resort".

## Eredità
L'Excelsior ispirò il romanzo "Menschen im Hotel" (1929) della scrittrice austriaca Vicki Baum (1888-1960). Il libro a sua volta ispirò il film hollywoodiano vincitore del premio Oscar "Grand Hotel" . L'hotel appare nel film "Berlino: sinfonia di una metropoli" di Walter Ruttmann del 1927 .
Si ritiene che fu qui che l'11 novembre 1918 il gruppo rivoluzionario di sinistra di Karl Liebknecht e Rosa Luxemburg cambiò il proprio nome in Spartakusbund (Lega di Spartaco).
L'edificio residenziale sostitutivo del 1967-1972 con lo stesso nome è presente nel film del 2017 Berlin Excelsior.